# Charlotte Talpaert
Charlotte Talpaert, née le 16 juillet 1983 à Calais, est une actrice française.

## Biographie
Elle est la petite-fille des acteurs Jenny Clève (1930-2023) et Claude Talpaert (1924-2016).
Aux élections municipales de 2014 à Lille, elle est inscrite sur la liste Europe Écologie Les Verts et représente le quartier Lille-Centre.
En juin 2017, elle se présente aux élections législatives dans la Sixième circonscription du Pas-de-Calais pour Europe Écologie Les Verts mais échoue (2,28 % des voix).

## Filmographie
- 2022 : Meurtres à Chantilly téléfilm de Marjolaine de Lecluse : Camille
- 2022 : Le Soleil de trop près de Brieuc Carnaille
- 2021 : Police de caractères, épisode Post Mortem : La femme de ménage
- 2019 : La Vie scolaire : la mère de Cindy
- 2018 : Une famille formidable : Une détenue
- 2017 : Chez nous : Nada Belisha
- 2017 : Section de recherches (série télévisée) : Lucille Charvet
- 2016 : L'Accident (série télévisée) : Solène
- 2016 : Tuer un homme (téléfilm) : Lucie
- 2016 : Baron noir (série télévisée) : Samantha
- 2016 : Le choix de Cheyenne (téléfilm) : Pauline Keller
- 2015 : Une mère : La maîtresse de Pierre
- 2015 : Le port de l'oubli (téléfilm) : Agnès
- 2014 : Les Témoins (série télévisée) : Clara
- 2014 : Pas son genre : Nolwenn
- 2014 : Une vie en Nord, spin-off de Plus Belle la Vie (téléfilm) : Cyndy
- 2013 : Les complices (téléfilm) : Carlota
- 2011 : Le Choix d'Adèle (téléfilm) : Isabelle
- 2010 : Quand l'amour s'emmêle (téléfilm) : Cliente
- 2009 : Un singe sur le dos (téléfilm) : La barmaid
- 2009 : Adresse inconnue (série télévisée)
- 2009 : Le Repenti (téléfilm) : Florence
- 2008 : L'Amour dans le sang (téléfilm) : L'habilleuse